# سی و پنجمین دوره جشنواره فیلم فجر

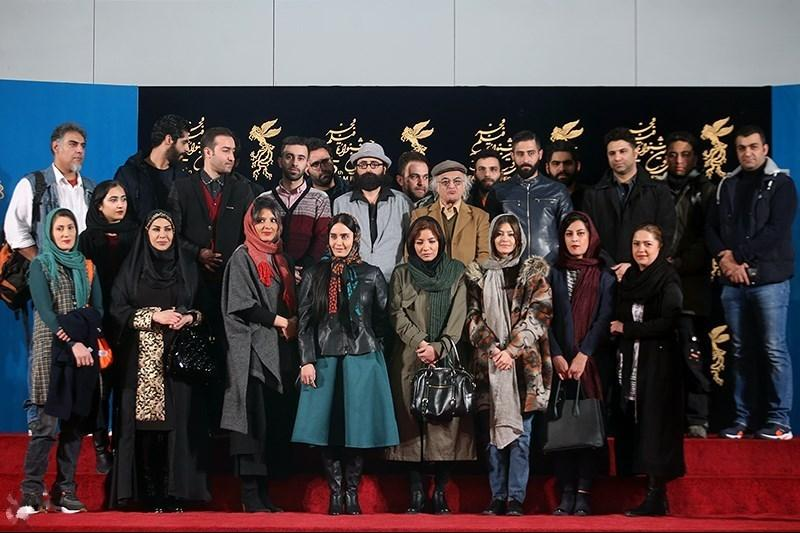
عکس دسته جمعی بازیگران در چهارمین روز جشنواره

سی و پنجمین دوره جشنواره فیلم فجر، از ۱۲ تا ۲۲ بهمن ۱۳۹۵ در تهران برگزار شد. ۲۰ شهریور ۱۳۹۵ با انتشار فراخوان کار سی و پنجمین دوره فیلم فجر آغاز شد. در این دوره از جشنواره ۴۴ فیلم به عنوان چشم‌انداز سینمای ایران (سال ۹۶) که ۳۳ فیلم آن در بخش سودای سیمرغ و ۱۱ فیلم دیگر در بخش غیر رقابتی، ۱۱ فیلم در بخش سینما حقیقت (مسابقه آثار مستند بلند) و ۲۳ فیلم در بخش فیلم کوتاه حضور داشتند.
هیئت داوران این دوره از جشنواره شامل محمدرضا هنرمند، شهرام اسدی، محمدمهدی دادگو، محمدرضا تخت‌کشیان، رؤیا نونهالی، ایرج رامین‌فر و اکبر نبوی می‌باشد.
پوستر این جشنواره منقش به پرتره علی حاتمی کارگردان ایرانی بود.

## نامزدها و جوایز
از نکات این جشنواره اعتراض برخی اصحاب سینما و کاندیداها به نظرات هفت داور این جشنواره و انتخاب این داوران توسط مدیریت سینمایی و جشنواره بود، از دیگر نکات می‌توان به ازدیاد فیلم‌های نمایش داده شده در این جشنواره اشاره کرد. روز دوشنبه ۱۹ بهمن ماه ساعت ۲۲:۰۰ اسامی نامزدهای بخش سودای سیمرغ اعلام شدند. لازم است ذکر شود برخی کاندیداها در اعتراض به انگاشتن سهل‌انگاری داوران در اعلام نامزدها، از کاندید شدن خود استعفا دادند. علیرضا داوودنژاد و وحید جلیلوند از برندگان سیمرغ ضمن تشکر از داورها به شدت از برنامه هفت و مجری آن بهروز افخمی انتقاد کردند.
برگزیدگان و برندگان جوایز این رویداد در بخش‌های مختلف بدین شرح معرفی شدند:

### سودای سیمرغ
| سیمرغ بلورین بهترین فیلم | سیمرغ بلورین بهترین کارگردانی |
| --- | --- |

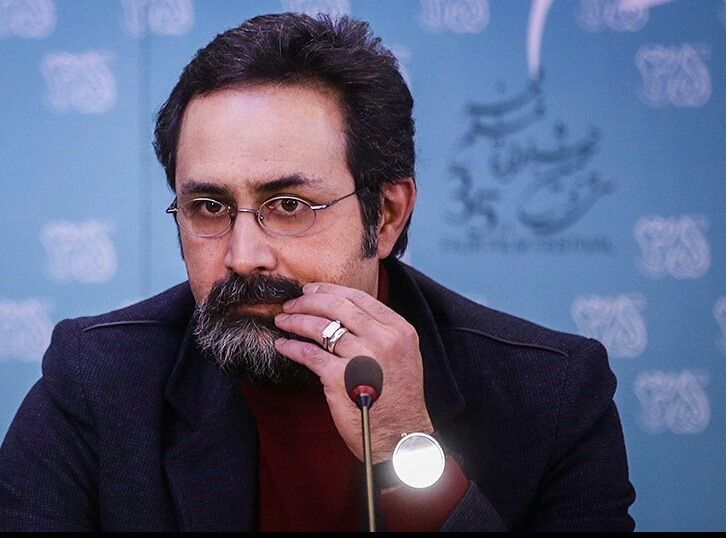
وحید جلیلوند، برنده سیمرغ بهترین کارگردانی

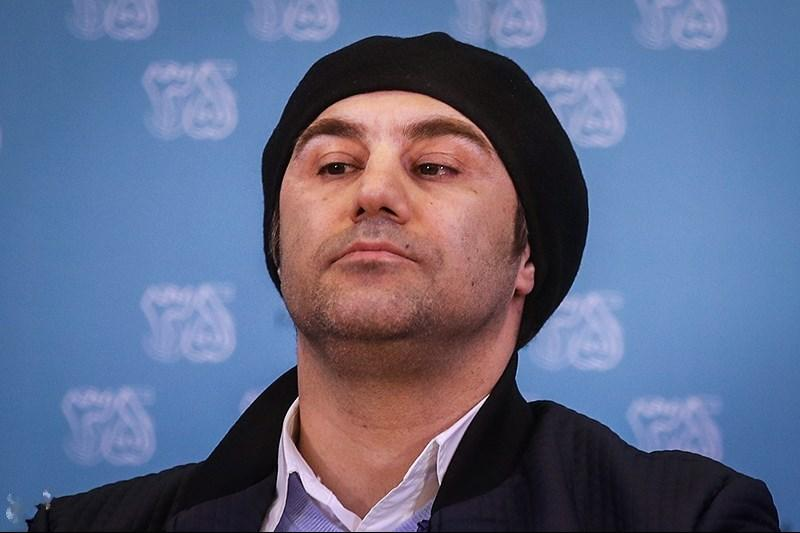
محسن تنابنده، برنده سیمرغ بهترین بازیگر نقش اول مرد

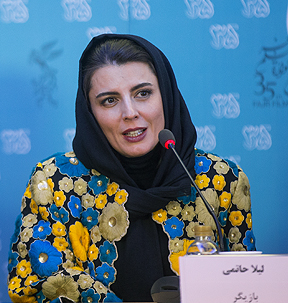
لیلا حاتمی، برنده سیمرغ بهترین بازیگر نقش اول زن

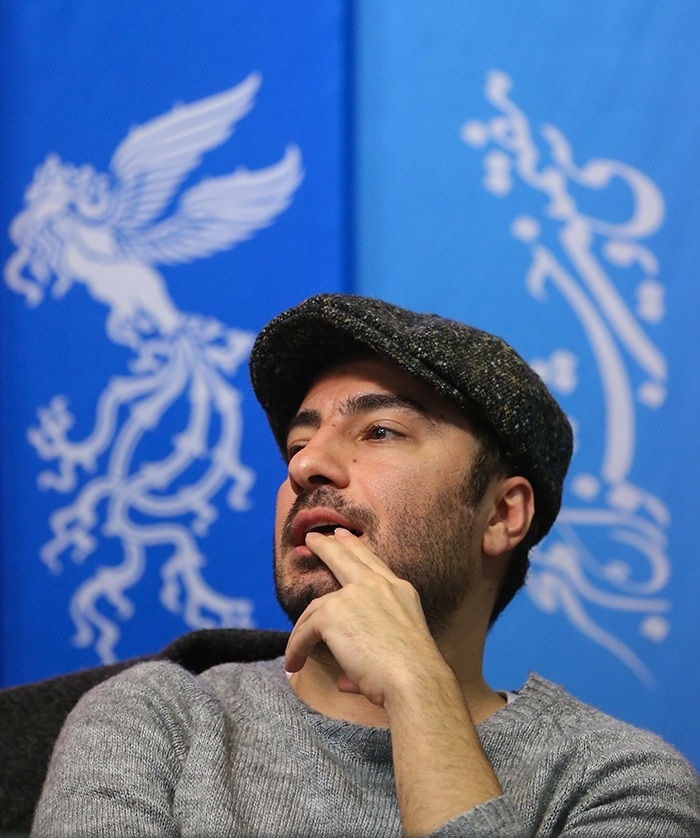
نوید محمدزاده، برنده سیمرغ بهترین بازیگر نقش مکمل مرد

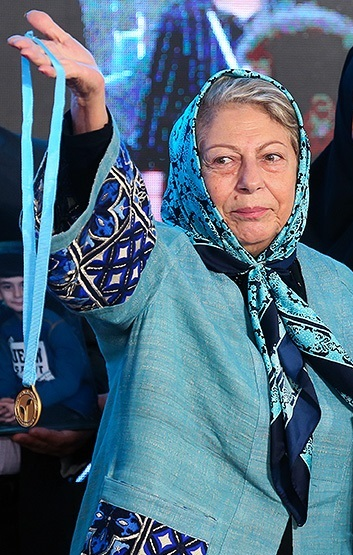
ثریا قاسمی، برنده سیمرغ بهترین بازیگر نقش مکمل زن

| - سید محمود رضوی – ماجرای نیمروز - علی جلیلوند – بدون تاریخ، بدون امضا - جواد نوروزبیگی – تابستان داغ - جهانگیر کوثری – فِراری - پوران درخشنده – زیر سقف دودی                    | - وحید جلیلوند – بدون تاریخ، بدون امضا - ابراهیم ایرج زاد – تابستان داغ - پوران درخشنده – زیر سقف دودی - علیرضا داوودنژاد – فِراری - محمدحسین مهدویان – ماجرای نیمروز - رامبد جوان – نگار |
| سیمرغ بلورین بهترین بازیگر نقش اول مرد | سیمرغ بلورین بهترین بازیگر نقش اول زن* |
| - محسن تنابنده – فِراری - امیر آقایی – بدون تاریخ، بدون امضا - حمید فرخ‌نژاد – خوب بد جلف - مهرداد صدیقیان – ماجرای نیمروز - علی مصفا – تابستان داغ                               | - لیلا حاتمی – رگ خواب - مریلا زارعی – زیر سقف دودی - غزل شاکری – سارا و آیدا - سارا بهرامی – ایتالیا ایتالیا - هدیه تهرانی – اسرافیل - پری‌ناز ایزدیار – تابستان داغ |
| بهترین بازیگر نقش مکمل مرد | بهترین بازیگر نقش مکمل زن |
| - نوید محمدزاده – بدون تاریخ، بدون امضا - ساعد سهیلی – گشت ارشاد ۲ - هادی حجازی‌فر – ماجرای نیمروز - جواد عزتی – ماجرای نیمروز - نادر فلاح – سد معبر و انزوا                     | - ثریا قاسمی – ویلایی‌ها - زکیه بهبهانی – بدون تاریخ، بدون امضا - گیتی قاسمی – سد معبر و ویلایی‌ها - مینا ساداتی – تابستان داغ - شبنم مقدمی – آباجان |
| سیمرغ بلورین بهترین فیلم‌برداری | سیمرغ بلورین بهترین فیلم از نگاه تماشاگران |
| - هومن بهمنش – تابستان داغ - بهرام بدخشانی – نگار - مسعود سلامی – گشت ارشاد ۲ - پیمان شادمان‌فر – بدون تاریخ، بدون امضا - محمد آلادپوش – سوفی و دیوانه                           | - ماجرای نیمروز- سید محمود رضوی - آباجان - هاتف علیمردانی (لوح تقدیر) - خوب، بد، جلف - عبدالله اسکندری و محسن چگینی (لوح تقدیر) |
| سیمرغ بلورین بهترین موسیقی متن | سیمرغ بلورین بهترین فیلمنامه |
| - کریستف رضاعی – نگار - ستار اورکی – ویلایی‌ها - حامد ثابت – تابستان داغ - پیمان یزدانیان – بدون تاریخ، بدون امضا - یحیی سپهری شکیب – فِراری                                      | - کامبوزیا پرتوی – فِراری - ارسلان امیری و منیر قیدی – ویلایی‌ها - سعید روستایی – سد معبر - وحید جلیلوند و علی زرنگار – بدون تاریخ، بدون امضا - پیام کرمی – تابستان داغ |
| سیمرغ بلورین بهترین تدوین | بهترین صدابرداری |
| - سهراب خسروی – تابستان داغ - حسن حسندوست – فِراری - بهرام دهقانی – نگار - سپیده عبدالوهاب – سد معبر - احمد مرادپور – سارا و آیدا                                                | - پرویز آبنار – فِراری - عباس رستگارپور – زیر سقف دودی - داریوش صادق پور و محمود کاشانی –تابستان داغ - امین میرشکاری – بدون تاریخ، بدون امضا - وحید مقدسی – نگار |
| بهترین چهره‌پردازی | بهترین صداگذاری |
| - ایمان امیدواری – زیر سقف دودی - عبدالله اسکندری – خوب، بد، جلف - سودابه خسروی – اسرافیل - علی بهرامی فر – ایتالیا ایتالیا - مهرداد میرکیانی – یک روز بخصوص                    | - سید علیرضا علویان – بدون تاریخ، بدون امضا - پرویز آبنار – فِراری - حسین ابوالصدق – نگار - محمدرضا دلپاک – زیر سقف دودی - امیرحسین قاسمی –تابستان داغ |
| بهترین جلوه‌های ویژه میدانی | بهترین طراحی صحنه و طراحی لباس |
| - آرش آقابیک – رگ خواب و خفگی و یک روز بخصوص - ارشا اقدسی – سارا و آیدا - محسن روزبهانی – ماجرای نیمروز - حمید رسولیان – چراغ‌های ناتمام و گشت ارشاد ۲ - ایمان کرمیان – ویلایی‌ها | - بهزاد جعفری طادی – ماجرای نیمروز(طراحی صحنه و طراحی لباس) - کیوان مقدم – تابستان داغ (طراحی صحنه) - امیرحسین قدسی – نگار (طراحی صحنه) - کامیاب امین عشایری – یک روز بخصوص (طراحی صحنه و طراحی لباس) - محسن نصرالهی – بدون تاریخ، بدون امضا (طراحی صحنه) - نگار نعمتی – نگار (طراحی لباس) - نازنین خزاعی – تابستان داغ (طراحی لباس) - مه‌لقا ناقد – ویلایی‌ها (طراحی لباس) |
| بهترین عکس | بهترین جلوه‌های ویژه بصری |
| - امیرحسین شجاعی – رگ خواب - امید صالحی – اسرافیل - مریم تخت کشیان – نگار - احمدرضا شجاعی – خفگی - سحاب زری‌باف – ماجرای نیمروز                                                  | - محمد قاسمی –ویلایی‌ها - محمد لطفعلی – آباجان - سینا قویدل – رگ خواب - کامران سحرخیز و امیر سحرخیز – پشت دیوار سکوت - محمدرضا نجفی امامی – بیست و یک روز بعد |

*هیئت داوران طی بیانیه‌ای اعلام کردند که بازی همه زنان بازیگر را تحسین کردند و از همین رو دو سیمرغ بلورین برای زنان در نظر گرفتند.

### تعداد نامزدها و برنده‌های بخش سودای سیمرغ
| تعداد نامزدی‌ها | فیلم                  |
| -------------- | --------------------- |
| ۱۳             | تابستان داغ           |
| ۱۲             | بدون تاریخ، بدون امضا |
| ۹              | ماجرای نیمروز         |
| ۹              | نگار                  |
| ۸              | فِراری                 |
| ۷              | ویلایی‌ها              |
| ۶              | زیر سقف دودی          |
| ۴              | رگ خواب               |
| ۴              | سد معبر               |
| ۴              | یک روز بخصوص          |
| ۳              | سارا و آیدا           |
| ۳              | گشت ارشاد ۲           |
| ۳              | اسرافیل               |
| ۲              | ایتالیا ایتالیا       |
| ۲              | آباجان                |
| ۲              | خوب، بد، جلف          |
| ۲              | بیست و یک روز بعد     |
| ۲              | خفگی                  |

| تعداد جایزه | فیلم                  |
| ----------- | --------------------- |
| ۴           | ماجرای نیمروز (*۱+۳)  |
| ۴           | فِراری (**۱+۳)         |
| ۳           | بدون تاریخ، بدون امضا |
| ۳           | ویلایی‌ها (***۱+۲)     |
| ۳           | رگ خواب               |
| ۲           | تابستان داغ           |
| ۲           | زیر سقف دودی          |
| ۱           | نگار                  |
| ۱           | یک روز بخصوص          |
| ۱           | خفگی                  |

*فیلم ماجرای نیمروز علاوه بر ۳ سیمرغ بلورین بخش سودای سیمرغ، سیمرغ بلورین بهترین فیلم از نگاه ملی را نیز به خود اختصاص داد.
**فیلم فِراری علاوه بر ۳ سیمرغ بلورین بخش سودای سیمرغ، سیمرغ بلورین ویژه هیئت داوران را نیز بخود اختصاص داد.
***فیلم ویلایی‌ها علاوه بر ۲ سیمرغ بلورین بخش سودای سیمرغ، سیمرغ بلورین استعداد درخشان بهترین فیلم اول را نیز بخود اختصاص داد.

### جایزه ویژه بهترین فیلم کوتاه
جایزه سیمرغ نمادین بهترین فیلم کوتاه از نظر داوران جشنواره فجر به کاوه مظاهری برای فیلم کوتاه «روتوش» اهدا گردید. همچنین اعلام گردید که بدستور رئیس سازمان سینمایی اهدا سیمرغ بلورین فیلم کوتاه بعد از هفت سال از سال آینده مجدداً در جشنواره اجرا گردد.

### سیمرغ بلورین بهترین‌های بخش مستند سینما حقیقت
سیمرغ بلورین، لوح تقدیر و جایزه نقدی بهترین دستاورد فنی و هنری در بخش مستند سینما حقیقت به سید وحید حسینی برای فیلم مستند «بزم رزم» تقدیم گردید.
سیمرغ بلورین بهترین کارگردان فیلم مستند به یاسر خیر برای مستند «آهستگی» تعلق گرفت.
سیمرغ بلورین بهترین فیلم مستند به حسام اسلامی برای فیلم «متهمین دایره بیستم» اهدا گردید.

### نگاه مردمی
سیمرغ بلورین بهترین فیلم از نگاه تماشاگران به سید محمود رضوی برای فیلم ماجرای نیمروز تعلق گرفت و فیلم‌های خوب بد جلف دوم شد و دیپلم افتخار را دریافت کرد و فیلم آباجان به انتخاب تماشاگران سوم شد و جایزه خود را دریافت کرد.

## فهرست فیلم‌ها

### سودای سیمرغ
بر اساس اعلام اعضا هیئت انتخاب سی و پنجمین جشنواره فیلم فجر (سید ضیا هاشمی، نرگس آبیار، محمدعلی حسین‌نژاد، عماد افروغ، حسین کرمی، جمال امید و طاها حسین مرقاتی) اسامی فیلم‌های بخش سودای سیمرغ (رقابتی) بدین شرح است:

### غیررقابتی
- آزاد به قید شرط (حسین شهابی)
- اشنوگل (هادی حاجتمند و علی سلیمانی)
- ایستگاه اتمسفر (مهدی جعفری)
- ترومای سرخ (اسماعیل میهن‌دوست)
- خانه دیگری (بهنوش صادقی)
- دریاچه ماهی (مریم دوستی)
- دعوتنامه (مهرداد فرید)
- ماجان (رحمان سیفی آزاد)
- یادم تو را فراموش (علی عطشانی)
- شنل (حسین کندری)
- بن‌بست وثوق (حمید کاویانی)

- فیلم امپراتور جهنم از حضور در جشنواره انصراف داد.
- ساخت فیلم شعله‌ور در موعد مقرر به پایان نرسید.

### مستند
بر اساس اعلام اعضا هیئت انتخاب سی و پنجمین جشنواره فیلم فجر (حبیب احمدزاده، محمد تهامی‌نژاد، فرشاد فرشته‌حکمت، لقمان خالدی، سام کلانتری) اسامی فیلم‌های بخش مستند بدین شرح است:
- صفر تا سکو (سحر مصیبی)
- آبی کمرنگ (آرش لاهوتی)
- آوانتاژ (محمد کارت)
- بزم رزم (سید وحید حسینی)
- رئیس‌الوزراء (سید محمدرضا هاشمیان)
- ناپدید (فرحناز شریفی)
- فوق ماراتن (سعید کشاورز)
- انحصار ورثه (محمدعلی شعبانی)
- متهمین دایره بیستم (حسام اسلامی)
- آهستگی (یاسر خیر)
- کویرس سوریه کوچک (سعید صادقی)

### فیلم‌های کوتاه
- اشیاء گمشده (حامد نجابت)
- تنازع (مسعود حاتمی)
- تناوب (علی خوشدونی فراهانی)
- حفره مشترک (اسما ابراهیم زادگان)
- خودم را می‌کشم و تو مقصری (علی اکبر محمد خانی)
- دیدن (سهیل امیرشریفی)
- روتوش (کاوه مظاهری)
- سبز کله غازی (آرمان خوانساریان)
- سکوت (فرنوش صمدی و علی عسگری)
- سه سال و سه ماه و دو روز (داود رحمانی و سعید ولی زاده)
- ضدآب (داود رضایی)
- عوارض خروج (محمد نجاریان داریان)
- قرمز (حامد صیامی)
- قرص برنج (امیرحسین کرمی)
- گذر (پوریا پیشوایی و امید شمس)
- گورمردها (علی مردمی)
- مراقبت از ژوناس (قصیده گلمکانی)
- مردی که اینجا نبود (عطا مجابی)
- ملاقات شیشه‌ای (یوسف حاتمی کیا)
- نسبت خونی (پدرام پورامیری و حسین امیری دوماری)
- وال‌ها (بهنام عابدی)
- هستی (کمال پرناک)
- ۹۹۹۹۹۹۹۹۹ (کریم عظیمی)